# Liste des sigles de la Marine nationale (France)
La Marine nationale, à l'instar des autres forces françaises et de façon générale des armées dans le monde, est une grande utilisatrice de sigles — qui peuvent rendre difficiles la compréhension pour ceux auxquels leur utilisation n'est pas familière. En voici une liste non exhaustive.
Les sigles sont rangés, dans leurs rubriques, par ordre alphabétique, sauf indication contraire.

## Les Forces, Composantes et Services
- AVIA : Aviation navale
- BMPM : Bataillon des Marins-Pompiers de Marseille
- FAN : Force d'Action Navale
- FORFUSCO : Force maritime des FUSiliers marins et COmmandos
- FOST : Force Océanique STratégique
- FSM : Force Sous-Marine
- SCM : Service du Commissariat de la Marine
- SERSIM : Service des Systèmes d'Information de la Marine
- SHOM : Service Hydrographique et Océanographique de la Marine
- SSF : Service de Soutien de la Flotte

## Les Navires
La lettre, qui se trouve entre parenthèses, indique le début de l'immatriculation du navire.
- BAP : Bâtiment Atelier Polyvalent(A)
- BATRAL : BÂtiment de TRAnsport Léger (L)
- BBPD : Bâtiment-Base de Plongeurs Démineurs (M)
- BCR : Bâtiment de Commandement et de Ravitaillement
- BE : Bâtiment École (A)
- BEM : Bâtiment d'Essai et de Mesure (A601 : Monge)
- BIM : Bâtiment d'Instruction à la Manœuvre (M)
- BIN : Bâtiment d'Instruction à la Navigation (M)
- BP : Bateau Pompe
- PHA : Porte Hélicoptère Amphibie (L9013 : Mistral / L9014 : Tonnerre / L9015 : Dixmude)
- BSM : Bâtiment de Soutien Mobile (A)
- BSNC : Bâtiment de Soutien aux Nageurs de Combat
- BRS : Bâtiment Remorqueur de Sonar (M)
- CDIC : Chaland de Débarquement d'Infanterie et de Chars
- CMT : Chasseur de Mines Tripartite (M)
- EDIC : Engin de Débarquement d'Infanterie et de Chars
- FAA : Frégate Anti-Aérienne (D)
- FASM : Frégate Anti Sous-Marine (D)
- FDA : Frégate de Défense Aérienne de type Forbin
- FLF : Frégate Légère Furtive de type La Fayette
- FREMM : Frégate Multi-missions de type Aquitaine
- PA : Porte-Avions (R91 : porte-avions Charles de Gaulle)
- PH : Porte-Hélicoptères (R97 : Porte-Hélicoptères Jeanne D'Arc)
- PHM : Patrouilleur de Haute mer (anciennement "avisos")
- PSP : Patrouilleur du Service Public (A)
- PSS : Patrouilleur de Surveillance des Sites
- PR : Pétrolier Ravitailleur (A)
- RC : Remorqueur Côtier (A ou Y)
- RIAS : Remorqueur d'Intervention, d'Assistance et de Sauvetage
- RIHM : Remorqueur d'Intervention en Haute Mer
- RHM : Remorqueur de Haute Mer (A)
- SNLE : Sous-marin Nucléaire Lanceur d'Engins (S615 : L'Inflexible)
- SNLE-NG : Sous-marin Nucléaire Lanceur d'Engins - Nouvelle Génération (S)
- SNA : Sous-marin Nucléaire d'Attaque (S)
- TCD : Transport de Chalands de Débarquement (L)
- SAAM: surface-aire antimissile

## Les Grades de la Marine Nationale
Les grades sont répertoriés du plus haut au plus bas.     
- AL : Amiral
- VAE : Vice-Amiral d'Escadre
- VA : Vice-Amiral
- CA : Contre-Amiral
- CV : Capitaine de Vaisseau
- CF : Capitaine de Frégate
- CC : Capitaine de Corvette
- LV : Lieutenant de Vaisseau
- EV1 : Enseigne de Vaisseau 1re classe
- EV2 : Enseigne de Vaisseau 2e classe
- ASP : Aspirant
- EO : Élève-officier
- MJR : Major
- MP : Maître Principal
- PM : Premier Maître
- MT : Maître
- SM : Second Maître
- QMM : Quartier-Maître Maistrancier
- QM1 : Quartier-Maître de 1re classe
- QM2 : Quartier-Maître de 2e classe
- MO1 : Matelot de 1re classe
- MO2 : Matelot de 2e classe

## Les Spécialités de la Marine Nationale
- ASFOY : ASsistant de FOYer
- AVION : Technicien d'aéronautique AVIONique
- COMLOG : comptable logisticien
- CONTA : CONTrôleur d'Aéronautique
- DEASM : DEtecteur Anti-Sous-Marin
- DENAE : DEtecteur Navigateur AErien
- DETEC : DETECteur
- ELARM : ELectronicien d'ARMes
- ELBOR : ELectronicien de BORd
- ELECT : ELECTrotechnicien
- EMSEC : ElectroMécanicien de SECurité
- ENERGNUC : ENERGie propulsion NUCléaire
- FUSIL : FUSILier marin
- GESTRH : GESTionnaire des Ressources Humaines
- GUETF : GUETteur de la Flotte
- HYDRO : Hydrographe
- INFIR : INFIRmier
- MANEU : MANoEUvrier
- MARPO : MARin-POmpier
- MEARM : MEcanicien d'ARMes
- MECAN : MECAnicien Naval
- METOC : METEorologiste-OCéanographe
- MUSIF : MUSIcien de la Flotte
- NAVIT : NAVIgateur Timonier
- PHOTO : PHOTOgraphe audiovisuel
- PLONG : PLONGeur démineur
- PORTE : Technicien d'aéronautique PORTEur
- SITEL : Spécialiste des Systèmes d’Information et des TELécommunications

## Les Commandants des zones maritimes
- CECLANT : Commandant de l'arrondissement maritime de l'Atlantique
- CECMED : Commandant de l'arrondissement maritime de la Méditerranée
- COMNORD : COMmandant de l'arrondissement maritime de la Manche et de la mer du Nord
- ALINDIEN : AmiraL commandant les forces maritimes françaises de l'océan INDIEN
- ALPACI : AmiraL commandant les forces maritimes françaises de l'océan PACIfique
- ALFOST : AmiraL commandant la Force Océanique Stratégique
- ALFUSCO : AmiraL commandant la force maritime des FUSiliers-marins et des COmmandos
- ALMINES : AmiraL commandant la force maritime de guerre des MINES

## Autres
- BAN : Base Aéronautique Navale
- CEMM : Chef d'État-Major de la Marine
- DCNS(Naval Group depuis 2017)  : industriel privé du secteur naval de défense
- DGA : Direction Générale de l'Armement